# 통거미목
통거미목 또는 장님거미목은 거미강에 속하는 목이다. 2017년 4월을 기준으로 세계에서 6,650종이 넘는 종이 발견되었고, 현존하는 종의 수는 10,000종이 넘을 것으로 예상된다. 통거미목은 Cyphophthalmi, Eupnoi, Dyspnoi, Laniatores 그리고 2014년에 명명된 Tetrophthalmi, 총 5 개의 아목을 포함한다.
각 현존하는 아목의 대표적인 종들은 남극 대륙을 제외한 전 세계에서 발견할 수 있다.
놀라울 정도로 현대적으로 보이는 잘 보존된 화석이 스코틀랜드의 4억 년 전 라이니 처트(영어: Rhynie chert)와 프랑스의  3억 5백만 년 전 바위에서 발견되었는데, 이 것은 통거미의 기본 체형이 아주 일찍이 발달했거나, 적어도 통거미 중 일부는 그 이후로 거의 변하지 않았다는걸 나타낸다.
거미강 안에서 통거미목의 계통발생학적 지위는 가장 가까운 친척이 진드기류 또는 Novogenuata (전갈목, 앉은뱅이목, 낙타거미목을 포함하는 거미강의 아강)라는 점에서 논란이 있다. 이 목은 외형적으로 거미와 매우 비슷해 흔히 오인되지만 통거미목은 거미목과 밀접한 관계가 없는 별개의 목이다.